# Melanozosteria minor
Melanozosteria minor es una especie de cucaracha terrestre del género Melanozosteria, tribu Polyzosteriini, subfamilia Polyzosteriinae. Fue descrita científicamente por Mackerras en 1968.

## Distribución
Se distribuye por Oceanía: Australia Occidental.